# Saint-Cyr-l'École
Saint-Cyr-l'Ecole é uma comuna francesa na região administrativa da Île-de-France, no departamento de Yvelines. A comuna possui 17 655 habitantes segundo o censo de 2011.

## História
A história da cidade começa no final do século XI, quando os monges da Abadia de Sainte-Geneviève em Paris decidiram implantar, na margem do Ribeirão de Gally, uma capela e um convento com a sua fazenda, para evangelizar e limpar o Vale.
Roberto III, bispo de Chartres, fundou em 1156 o mosteiro de Notre-Dame-des-Anges perto da igreja de Saint-Cyr.
De 1562 a 1598, as guerras da religião devastaram a atual Ilha de França. Por volta de 1650 foi construída uma capela de estilo gótico e uma porta de entrada da abadia, decorada com as armas da França, suportada por dois anjos.
Em 11 de junho de 1717, Pedro o Grande visitou Saint-Cyr.
Em 1686 foi fundada a Maison royale de Saint-Louis, uma casa de educação para 250 meninas, por Madame de Maintenon e cuja construção foi confiada a Jules Hardouin-Mansart.
Desde 1911, a cidade abriga o Institut aérotechnique, Instituto de Pesquisas Aerodinâmicas.